# Шавит
„Шавит“ (на иврит: שביט‎ - „комета“), или RSA-3, е ракета носител на Израел, предназначена за изстрелване на малки изкуствени спътници в ниска околоземна орбита.
Първата ракета от този вид е изстреляна на 19 септември 1988 г. от авиобаза Палмачим. Това събитие превръща Израел в 8-ата страна в света, способна да изведе самостоятелно космически апарат в околоземна орбита, след СССР, САЩ, Франция, Япония, КНР, Обединеното кралство и Индия.
С помощта на ракетата „Шавит“ се осъществява извеждането в космоса на спътника „Офек“.